# 23 ثاليا
ثاليا (أو 23 ثاليا وفق تسمية الكوكب الصغير) (بالإنجليزية: 23 Thalia)‏ هو كويكب ضمن حزام الكويكبات؛ وهو الكويكب الثالث والعشرون من حيث ترتيب الاكتشاف.
اكتشف جون راسل هند الكويكب في الخامس عشر من ديسمبر سنة 1852؛ وأسماه ثاليا، على اسم إحدى الآلهة وفق الأساطير الإغريقية.